# Cochlostoma obscurum
Cochlostoma obscurum е вид охлюв от семейство Diplommatinidae. Видът е почти застрашен от изчезване.

## Разпространение
Разпространен е в Испания и Франция.

## Описание
Популацията на вида е намаляваща.